# نتريت البوتاسيوم
 نتريت البوتاسيوم مركب كيميائي له الصيغة KNO2، ويكون على شكل بلورات موشورية بيضاء إلى صفراء.

## الخواص
- ينحل نتريت البوتاسيوم بشكل جيد جداً في الماء، ومحاليله المائية ذات صفة قلوية، وتتسيل بلوراته عند التماس مع الرطوبة.
- يتميز نتريت البوتاسيوم بقدرته على الاختزال حيث يتأكسد إلى نترات البوتاسيوم

2KNO2 + O2 → 2KNO3
لكن على الرغم من ذلك فلمركب نتريت البوتاسيوم قدرة على التسبب في الحرائق (خاصة عند درجات حرارة مرتفعة) حيث يتفاعل مع الفلزات مثل الألومنيوم (خاصة مع برادة الألومنيوم)، ومع أملاح الأمونيوم الصلبة (مثل كبريتات الأمونيوم)، مع السيانيدات ومع مركبات عضوية عدة.
- مركب نتريت البوتاسيوم مركب سام، ويمكن ضمن شروط معينة أن يتفاعل مع أمينات محددة ليشكل مركبات نتروزامين المسرطنة.

## التحضير
يحضر نتريت البوتاسيوم من أثر كل من أكاسيد النيتروجين (أحادي وثنائي أكسيد النيتروجين) على محلول مائي من كربونات البوتاسيوم حسب المعادلة:
K2CO3 + NO + NO2 → 2KNO2 + CO2
في السابق كان نتريت البوتاسيوم يحضر من صهر نترات البوتاسيوم مع الرصاص، حيث نحصل على أكسيد الرصاص الثنائي كناتج ثانوي:
KNO3 + Pb → KNO2 + PbO

## الاستخدامات
- يستعمل نتريت البوتاسيوم كمضاف غذائي مثله مثل نتريت الصوديوم، وله رقم الإي E 249، وذلك في مجال حفظ اللحوم.
- يستخدم من أجل تحضير أملاح الديازونيوم من أجل تحضير أصبغة الآزو.